# Myriad Botanical Gardens
Les Myriad Botanical Gardens sont un jardin botanique et parc urbain d'une superficie d'environ 69 000 m2. Il est situé dans le centre-ville d'Oklahoma City, en Oklahoma.

## Histoire

### 1960 - 1977: Planification
La création des Myriad Botanical Gardens remonte aux années 1960, lorsque l'Urban Action Foundation (Fondation pour l'Action Urbaine) décide la création d'un parc dans le centre-ville d'Oklahoma City.
En 1964, un plan de revitalisation du quartier est lancé. Le plan est mené par l'architecte Ieoh Ming Pei. Ce plan inclut une zone dédiée à un parc. Le plan sera adopté l'année suivante.
En 1970 le nom de Myriad Gardens est choisi et la ville crée un comité, la Myriad Development Task Force, ayant pour objectif la mise en place du jardin botanique. L'année suivante, le comité nomme le cabinet d'architecte Conklin & Rossant pour prendre en charge le projet.
La ville achète le terrain nécessaire à l'aménagement du parc en 1975 pour 900 000 dollars. Sur ce terrain se trouvent à l'époque l'hôtel Biltmore, la City National Bank et l'Oklahoma Club. 

### 1977 - 1985: Travaux

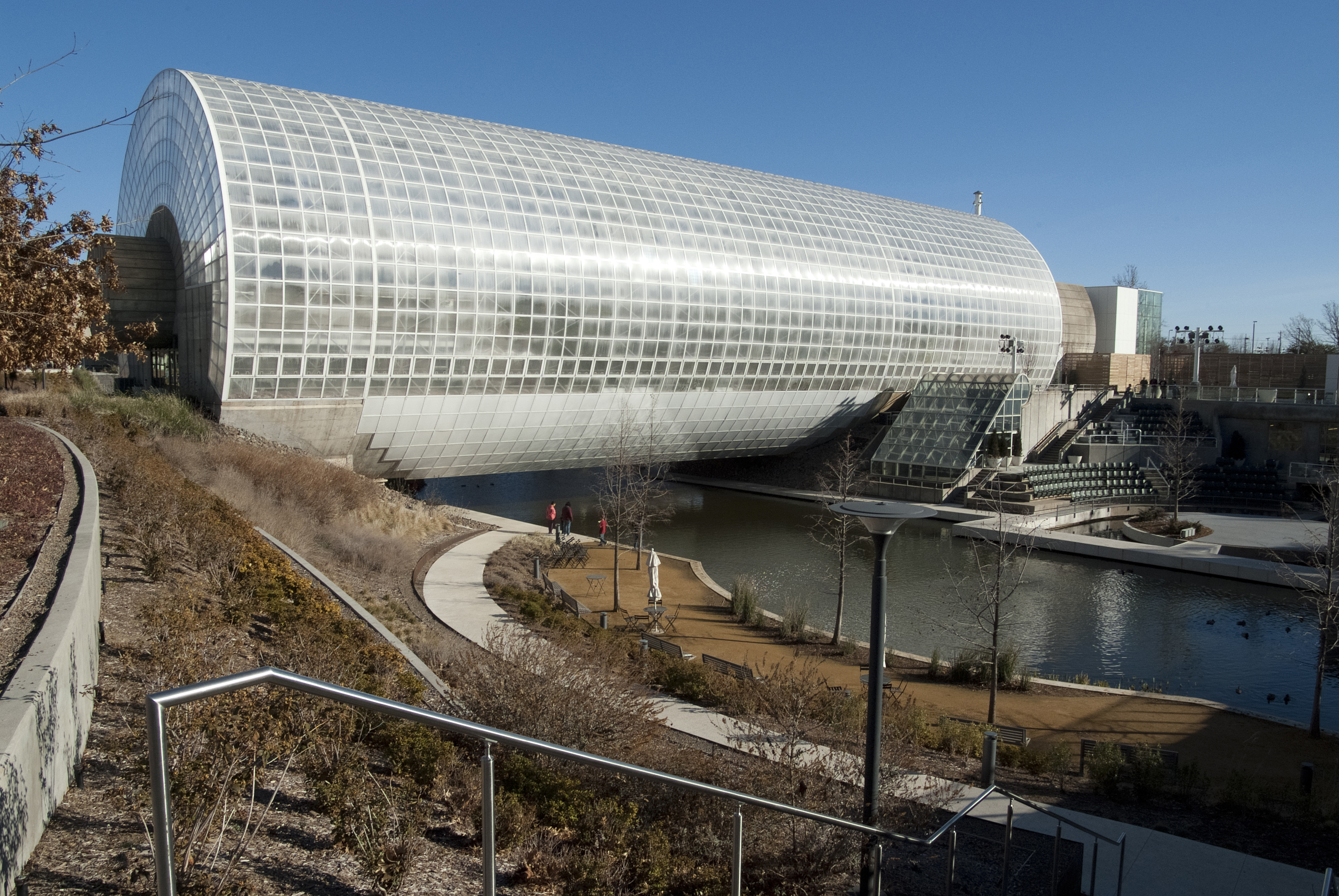
Conservatoire botanique Crystal Bridge en 2013

Les travaux démarrent en 1977 par la démolition des bâtiments se trouvant sur le site,. Une cérémonie d'inauguration des travaux est organisée au mois de novembre de la même année. Les travaux de création des infrastructures des jardins, incluant la création d'un lac artificiel et les fondations d'un conservatoire botanique, dureront jusqu'en 1981,.
En 1981, une fondation est créée pour permettre des levées de fonds privés dédiés à la construction du conservatoire, semant le doute sur la capacité de la ville a mener le projet à son terme.
Les travaux du conservatoire débutent finalement en 1983 et dureront jusqu'en 1985.

### Depuis 1988: Ouverture au public
En 1987, la gestion des Myriad Botanical Gardens est confiée à l'Oklahoma City Parks and Recreation Department.
Le Myriad Botanical Gardens ainsi que le Conservatoire Crystal Bridge ouvrent finalement en 1988.

## Œuvres d'art
Le jardin botanique abrite plusieurs œuvres d’art. Gateway (Van de Bovenkamp) (en) se dresse sur une berme surélevée à l'angle nord-est des jardins. Childhood is Everlasting de Robin Orbach est installée dans le quadrant sud-ouest du parc. Philodendron Dome est situé du côté nord-ouest du lac et se compose d'une charpente en forme de dôme sur une base en fer et en bronze.
Flying Fish de Kenny McCage est une sculpture cinétique située à l'est du lac. Land of the Brave and the Free est une sculpture éolienne cinétique composée de couleurs vives et de formes archétypales. Elle est située du côté ouest des jardins. Il a été offert en 2002 lors du Festival des Arts par l'artiste californienne Susan Pascal Beran. Les Spirituals Poles ont été offerts à la ville d'Oklahoma City par la ville de Tulsa en commémoration du centenaire de l'État de l'Oklahoma en 2007.